# Đèn măng-sông

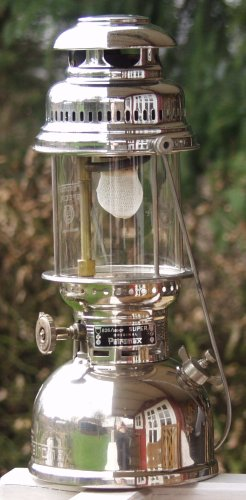
Đèn măng sông

Đèn măng sông (phiên âm từ tiếng Pháp Manchon) là loại đèn được thắp bằng xăng, dầu hỏa hoặc hơi gas, ngọn đèn có chụp măng sông, rất sáng, đèn có lõi là một ống được tết bằng sợi có thấm một thứ muối kim loại, úp lên ngọn lửa để làm tăng độ sáng. Manchon là cái lưới bằng chỉ cotton có tẩm loại hoá chất đặc biệt, khi cháy phát ra ánh sáng trắng tự nhiên (full spectrum). Đèn có quai treo để máng lên xà nhà hay để trên bàn. Đây được coi là phát minh quan trọng nhất trong lịch sử của hải đăng.

## Lịch sử ra đời
Vào đầu thế kỷ XIX, đã xuất hiện nhiều các chuyến đi biển dài ngày bằng tàu chạy bằng động cơ hơi nước, việc cấp thiết lúc đó là cần có thêm những ngọn hải đăng có công suất mạnh để hoa tiêu có thể thấy được chúng từ một vị trí rất xa. Các quốc gia có ngành hàng hải phát triển đã bắt đầu cho xây dựng thêm nhiều ngọn hải đăng dọc theo bờ biển của mình. Song song đó, cũng cần phải cải tiến tính năng của các phao tiêu trên biển, sao cho chúng có thể được nhận ra ngay cả vào ban đêm.
Chính vì nhu cầu đó dẫn đến sự ra đời chiếc đèn măng-sông. Loại đèn này hoạt động theo nguyên lý làm bốc hơi lượng nhiên liệu được đốt bên trong, thường là dầu nhẹ, bằng cách truyền một áp lực và một nhiệt độ thích hợp lên những ống tuýp lắp bên trên lớp vỉ nung. Do đó, đèn măng-sông có thể tự "đun nóng" và phát sáng mạnh gấp 6 lần hơn các loại đèn dầu trước đó, đồng thời tiêu thụ nhiên liệu ít hơn rất nhiều.

## Nguyên lý đốt sáng

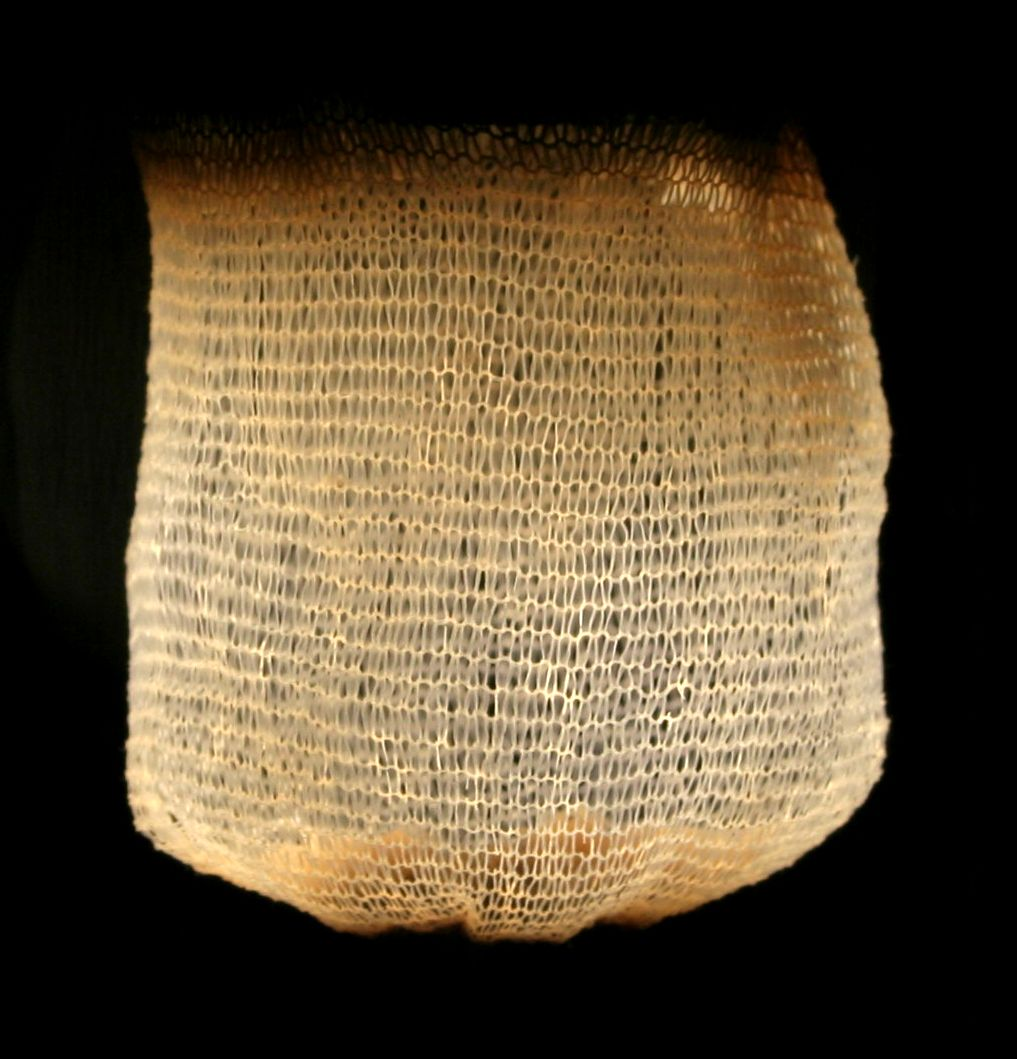
Lưới măng-sông

Dầu hỏa chứa trong bình dưới sức ép qua một hệ thống bơm bằng tay. Khi mở van, sức ép phun dầu lên qua một lỗ thoát rất nhỏ và theo một ống tuýp bằng đồng (để chịu được nhiệt độ cao) dẫn đến "đầu đốt", làm bằng sành, đặt ở phần trên của đèn và nằm bên trong cái măng-sông. Tại đây, vì đầu đốt đã được hun nóng trước nhờ lửa mồi nên tia dầu, do nhiệt độ cao, biến thành hơi phực cháy. Nhờ măng-sông nên ngọn lửa phát ra ánh sáng trắng có độ sáng mạnh đến khoảng 500CP, tương đương với 400 W. Số lượng dầu và không khí phải được điều hoà theo mức cố định, điều khiển bởi một "hệ thống chỉnh" bằng tay. Một lít dầu hỏa có thể đốt, ở độ sáng cao nhất, được khoảng 10 tiếng đồng hồ.

## Ở Việt Nam
Ở Việt Nam, đèn măng-sông được nhiều ngư dân ở miền Trung (Nghệ An, Hà Tĩnh...) sử dụng để đánh bắt hải sẵn, đặc biệt là câu mực. Ban đêm, đèn măng sông sáng rực đã thu hút đàn mực quây lại vì vậy việc thả câu bắt mực rất dễ dàng.